# La Marâtre
La Marâtre (La matrigna) è un cortometraggio muto del 1906 diretto da Alice Guy.
Il cinema scopre ben presto che i bambini erano particolarmente adatti a suscitare negli spettatori forti sentimenti di compassione e empatia qualora essi fossero presentati come vittime di sofferenza, povertà o abuso. Questo è uno dei primissimi film ad affrontare il tema dell'abuso dei bambini in famiglia, in questo caso per mano della matrigna. Non si conoscono i nomi dell'attore bambino protagonista, né degli altri interpreti.

## Trama
Un uomo ed una donna, entrambi vedovi e con un bambino ciascuno, si sono sposati. All'apparenza tutto procede per il meglio. In realtà la donna ha però riguardo solo per la propria figlia, mentre per il figliastro ci sono solo percosse e angherie. Non sopportando più la situazione, il bambino decide un giorno di scappare e si reca piangente alla tomba della madre. È qui che un soldato lo trova e decide di consegnarlo alle autorità.
Preoccupato per la scomparsa del figlio, il padre si è nel frattempo recato alla stazione di polizia. Non ha neppure finito di compilare la denuncia che il figlio gli è riconsegnato. Tutto sembra essersi risolto per il meglio ma il ragazzo si rifiuta di tornare a casa. Non ci vuole molto alle forze dell'ordine per scoprire le ragioni della sua riluttanza: le braccia del bambino sono coperte di lividi. Il ragazzo scoppia in lacrime tra le braccia del padre e confessa la verità che teneva nascosta per il suo bene.
Tornato a casa, il padre vorrebbe scacciare la donna indegna, ma il figlio intercede a suo favore, ricordando che ella non è sola.

## Produzione
Il film fu prodotto dalla Société des Etablissements L. Gaumont. Venne girato in Francia.

## Distribuzione
Distribuito dalla Société des Etablissements L. Gaumont, uscì nelle sale cinematografiche francesi nel 1906. Fu distribuito negli Stati Uniti nel gennaio 1907 dalla Kleine Optical Company con il titolo: The Stepmother.